# 27087 Tillmannmohr
27087 Tillmannmohr è un asteroide della fascia principale. Scoperto nel 1998, presenta un'orbita caratterizzata da un semiasse maggiore pari a 2,3848888 au e da un'eccentricità di 0,0687129, inclinata di 6,12870° rispetto all'eclittica.
L'asteroide è dedicato al meteorologo tedesco Tillmann Mohr.